# Svend Aage Madsen (maler)
 For alternative betydninger, se Svend Aage Madsen. (Se også artikler, som begynder med Svend Aage Madsen)
Svend Åge Madsen  (født 28. april 1928 i Grene Sogn, død 10. juni 2009 i Billund var en dansk autodidakt billedkunstner.
Svend Åge Madsen var uddannet håndværksmaler og arbejdede som sådan imange år. Han debuterede i 1948 og udforskede gennem alle årene kunstens forskellige genrer som maleri, tegning, keramik, tegning og grafik.
Han var inspireret i Nordens natur, og var optaget af at indfange og gengive lyset, tågen og lyset skiften.
Færøernes skiftende vejr med tåge og drivende skyer fastholdt han i alle farver indenfor gråtonernes farveskala.
Han er særligt kendt for at male de færøske små huse som står i det store åbne landskab, hvor lyset bryder igennem skyer og dis, der har lagt sig over fjelde, bjergeformationer, dybe kløfter og dale med indlejrede søer og vandløb.
Svend Åge Madsen gennemførte adskillige studierejser til Færøerne, Norge, Sverige og Finmarken.